# Idas ghisottii
Idas ghisottii is een tweekleppigensoort uit de familie van de Mytilidae. De wetenschappelijke naam van de soort is voor het eerst geldig gepubliceerd in 1990 door Warén & Carrozza.